# Hałahaniwka (obwód czernihowski)
Hajowe (ukr. Гайове) – wieś na Ukrainie, w obwodzie czernihowskim, w rejonie czernihowskim, w hromadzie Kipti. W 2001 liczyła 273 mieszkańców, spośród których 80 wskazało jako ojczysty język ukraiński, a 193 rosyjski.